# Struga B Strzepcz
Struga B Strzepcz – struga posiada swoje źródła pomiędzy miejscowościami Strzepcz i Dargolewo. Struga znajduje się na obszarze gminy Linia w powiecie wejherowskim.
Struga wypływa z mokradeł na północny wschód od wsi Strzepcz, zasilana jest przez kilka mniejszych cieków wodnych m.in. z okolic Dargolewa i z Jeziora Strzepcz. Następnie w okolicy osady Rybakówka uchodzi do Łeby.